# Bertrand (heilige)
De heilige Bertrand (ook Ebertram) (7e eeuw) was een benedictijns geestelijke.
Hij was de metgezel van de monnik Bertinus en assistent van Audomarus. Hij werkte als missionaris in Noord-Frankrijk en Vlaanderen. Hierna werd hij abt van Saint-Quentin (genoemd naar de grondlegger en martelaar uit het jaar 290,  Quintinus) te worden. Zijn feestdag is op 24 januari.